# Sud-oest d'Anglaterra
Sud-oest d'Anglaterra (en anglès:South West England) és la més gran de les nou àrees administratives d'Anglaterra. La seva superfície total és de 23.828 km² i està formada pels comtats de Gloucestershire, Dorset, Somerset, Wiltshire, Devon, Cornualla i les Illes Scilly. Té una població de gairebé cinc milions, sent així la setèna més habitada.